# Франсиско Гоя
Франсиско Хосе де Гоя и Лусиентес (на испански: Francisco José de Goya y Lucientes) е испански живописец и график, дворцов художник. Смята се едновременно за последния от старите майстори и за първия от модерните. Работата му включва стативни картини, стенописи, гравюри и рисунки. Във всички художествени аспекти разработва стил, който дава началото на романтизма. Изкуството му е предшественик на съвременната живопис и на авангардното изобразително изкуство на XX век. Той се смята за един от най-добрите испански художници и един от най-големите майстори в историята на изкуството.
След дълъг период на обучение в родината си, белязан в стилистично отношение от барокови и религиозни отпечатъци, през 1770 г. Гоя пътува до Италия, където влиза в контакт с представители на неокласицизма. През 1786 г. става кралски художник и този ранен период е белязан от множество портрети на кралското семейство и испанската аристокрация. Сериозно заболяване, което остава без диагноза, го сполетява през 1793 г. и води до парализа, както и до звукови и визуални халюцинации. Причината за болестта остава неизяснена, но има различни версии – от мозъчен сифилис до отравяне с бои. Макар че успява да се възстанови, той остава почти глух и спохождан от депресии до края на живота си. Картините му стават по-мрачни и по-песимистични. Въпреки това изпитанието го подтиква да се обърне към по-творческа и оригинална живопис, с тематика, различна от образите, които рисува за декорация на кралските дворци. Така започва нова зряла фаза в работата на художника и преход към романтичната естетика.
В допълнение, работата му отразява бурния исторически период, в който живее, особено Войната за независимост – бедствията, жестокостите и героизма. Едни от най-известните му творби е поредицата картини с „Голата и облечената маха“, както и поредицата, наречена „Черните картини“ (или „Мрачните картини“) (1819 – 1823 г.).

## Биография

### Ранни години (1746 – 1771)

#### Раждане и детство
Франсиско Гоя е роден през 1746 г. в малкото испанско село Фуендетодос, провинция Арагон, на 40 километра южно от столицата, в семейство от средната класа. Баща му, Хосе Гоя, е занаятчия с известен престиж, позлатява икони, но се занимава и със селска работа. Неговата професия и занимания без съмнение допринасят за художественото обучение на Франсиско. Майка му, Грасия Лусиендес, произхожда от дребната аристокрация, дъщеря на беден идалго. Гоя е четвъртото поред дете след Рита (родена 1737 г.), Тома̀с (роден 1739 г.) и Хасинта (родена 1743 г.). След него са родени още двама братя, Мариано (роден 1750 г.) и Камило (роден 1753 г.).
На следващата година (макар различни източници да сочат 1749 г. и дори 1760 г.) семейството се мести в Сарагоса, където се настанява на улица „Морерия“ 12. Тук Хосе Гоя отново упражнява занаята си. Когато Франсиско Гоя е на малко повече от десет години, той започва основното си образование. Първи учител на Франсиско е живописецът Хосе Лусан и Мартинес, където обучението му продължава от 1759 до 1763 г. Малко се знае за този период и нито една картина не е запазена.
Гоя е художник, чийто живот и творчество прогресират бавно и периодът на зрялост настъпва късно. През 1763 г. се явява на конкурса за рисуване в трета категория, обявен от Кралската академия за изящни изкуства „Сан Фернандо“. Името му не фигурира сред финалистите. Журито не му дава нито един глас в конкурса с Грегорио Феро. Пет години по-късно, този път в първа категория, той отново се опитва да спечели златен медал и да получи стипендия за обучение в Рим, но отново без успех.
Заминава за Мадрид през 1763 г., поканен от Менгс да си сътрудничат в украсата на Кралския дворец в Мадрид. Много е вероятно художникът по това време да търси в столицата на Испания защита и нов учител. Тук учи живопис при Франсиско Байеу, член на академията и кралски художник. Известно време Гоя пребивава и в ателието на скулптора Рамирес.

#### Пътуване в Италия
След два неуспешни опита да получи материална подкрепа за пътуването си до Италия, Гоя със собствени средства поема към Рим, Венеция, Болоня и други италиански градове, където изучава творбите на Гуидо Рени, Рубенс, Веронезе, Рафаел и другите големи художници.
За маршрута и дейностите по време на това пътуване свидетелства ценен документ – тетрадка, наречена „Италианската тетрадка“, запазена в музея в Прадо, с картини, някои от които само щрихи и скици, както и пояснения, датиращи от 1770 до 1786 г. За разлика от албумите в хронологичен ред, както е в част от графичното наследство на Франсиско Гоя, тук може да се види свободата и бързината на изразяване, както в художествените бележки, така и в интимното ежедневие, където записва дейностите и градовете, които привличат вниманието му при обиколката му на Италия – имената на децата си, енорията, в която са били кръстени, разходи, сметки и рисунки.
През април 1771 г. пребивава в Рим, в дома на полския художник Тадеуш Кунце. Изпраща своята картина „Победителят Ханибал вижда Италия за първи път от Алпите“ до конкурса за живопис, организиран от Академията на Парма с тема исторически жанр. Въпреки че не получава най-голямата награда, която се състои от златен медал от 5 паунда, присъдена на Паоло Борони, той все пак получава специално споменаване от журито и втора награда. Получава 6 гласа срещу 15 за Борони.
Неговата картина „Победителят Ханибал вижда Италия за първи път от Алпите“, която дълго време се е считала за загубена и приписвана на Корадо Джанкинто, е вдъхновена от класическите модели и палитра от пастелни цветове, розово, синьо и сиво. Тази негова творба е изпълнена в неокласически стил и естетически с помощта на митологичната алегория, използвайки фигури като минотавъра, представляващ източниците на река По, или Виктория, слязла от небето в колесницата на съдбата, търсейки вдъхновение в Чезаре Рипа, но именно тези алегорични фигури от митологията са причина журито да му откаже първата награда.
През 1771 г. Гоя се завръща в Испания, може би заради болестта на баща си или след като му е поръчано да направи стенопис за свещеника на храма на параклиса на Дева Мария.

#### Завръщане в Сарагоса
След неуспеха в Парма, Гоя се връща в Сарагоса и се залавя с рисуването на стенописи за манастири и църкви. От октомври 1771 г. до юни 1792 г. рисува фрески в църквата „Нуестра Сеньора дел Пилар“. Работи за манастира „Картуха Аула Дей“, църквата в Ремолинос, двореца „Собрадиел“ и други.
Главата на Църквата на дел Пилар обръща внимание на младия художник, може би заради престоя му в Рим. Последният е помолен да направи скици за купола на параклиса на архитект Вентура Родригес на тема „Поклонение в името на Бога“. В началото на ноември 1771 г. главата одобрява предложението на Гоя за фреската и го инструктира да започне с поръчката, още повече защото новодошлият Гоя се споразумява за възнаграждението в размер от 15 000 реала, докато по-опитният Антонио Гонсалес Веласкес иска за същата работа 25 000 реала. Главата на църквата се възхищава още при представяне на ескиза. В резултат на това Гоя е поканен да изрисува ораторията на двореца Собрадел, а също така получава покровителството на знатния арагонец Рамон Пинятели, чийто портрет ще нарисува през 1791 г. Благодарение на Мануел Байеу, Франсиско Гоя е поканен в картусийския манастир Аула Деи, близо до Сарагоса, където за две години, от 1772 до 1774 г., създава 11 големи композиции по темите от живота на Света Богородица, от които само седем оцеляват, и то в лошо състояние вследствие реставраторски работи.
Байеу запознава художника със сестра си Хосефа. На 25 юли 1773 г. Гоя се жени за нея, защото тя е бременна в петия месец. Сватбата се състои в Мадрид. По това време той е на 27 години, а Хозефа – на 26 години. Съпругата си той нарича „Пепа“. Четири месеца по-късно се ражда момче, което се казва Еусебио, но не живее дълго и скоро умира. Хосефа ражда 5 деца (според различни източници и повече), от които само едно оцелява, момче на име Франсиско Хавиер Педро (1784 – 1854), който става художник. Веднага щом Гоя става придворен художник и се движи в средата на аристократите, той забравя за жена си. Въпреки че остава с нея в брак до смъртта ѝ през 1812 г., рисува само един неин портрет.

### Франсиско Гоя в Мадрид (1775 – 1789)
Изработката на гоблени за покоите и офисите на испанските кралски особи е постоянна традиция на Бурбоните, адаптирана към духа на Просвещението и свързана с индустрията за качество. От времето на царуването на Карлос III, стремежът е да се представят испански мотиви в съответствие с театралните постановки и комичните опери на Рамон де ла Крус или популярните щампи на Хуан де ла Крус Кано и Олмедия, „Колекция костюми на Испания – древна и модерна“ (1777 – 1788 г.), която има огромно въздействие.
През 1775 г., с помощта на Франсиско Байеу, става художник към кралската манифактура за гоблени „Санта Барбара“ в Мадрид. За нея той работи до 1791 г., създавайки многобройни проекти за гоблени. Сред тях са: „Закуска на брега на Мансанарес“, „Лекарят“, „Жена с чадърче“, „Поляната на Сан Исидоро“. Гоя започва своята работа като художник от ниска класа, но на този етап е важно да влезе в аристократичните среди при допълнителната трудност да съчетае рококото от Тиеполо с неокласицизма на Менгс, за да постигне подходящия стил за картините, предназначени за украса на кралските стаи, които трябва да отразяват добър вкус и съблюдаване на испанските обичаи.
През 1777 г. се ражда първият син на Франсиско Гоя, Висенте Анастасио. През 1778 г. испанският крал Карлос III нарежда на няколко художници, между които и Гоя, да направят гравюри по картини от колекцията му. Поръчката се оказва важна за Франсиско Гоя, тъй като му дава възможност да се запознае с изкуството на Диего Веласкес, което оказва съществено влияние върху него. Благодарение на тази си работа художникът усвоява основите на офортната техника.
Благодарение на тази поръчка на 5 юли 1780 г. Франсиско Гоя е приет за член на кралската академия „Сан Фернандо“. Ражда се вторият му син и така започва неговия възход като портретист.
Същата година Гоя и семейството му се връщат в Сарагоса. Художникът изявява желание да завърши сам декорирането на църквата „Нуестра Сеньора дей Пилар“, пренебрегвайки шурея си Франсиско Байеу и брат си Рамон. Това става причина за конфликт между тях. Байеу се отказва от участие, но сваля и покровителството си от съпруга на сестра си. Обществеността на Сарагоса обвинява Гоя, че пренебрегва човека, помогнал за издигането му. Стенописите, които прави в църквата, са подложени на критика. Франсиско напуска града.
В Мадрид архитектът Вентура Родригес му предлага да участва в живописната украса на църквата „Сан Франциско ел Гранде“. Художникът изписва фреската „Свети Бернардино Сиенски проповядва пред сицилианския крал Рене Анжуйски“ в един от седемте странични олтара. През 1783 г., чрез архитекта Родригес, Гоя получава поръчка за портрет от страна на инфанта дон Луис, брат на Карлос III. Същата година художникът рисува първия си групов портрет, изобразяващ семейството на инфанта. Постепенно той се налага като портретист в средите на аристокрацията, заслуга за което има и бързината, с която рисува.

#### Портретист
През 1784 г. се ражда третият син на художника, Хавиер. Чрез работата си като портретист Гоя успява да си създаде връзки във висшето общество на Испания превръщайки се в модерен портретист. Той става част от испанския културен елит. Паралелно, Хосе Монино и Редондо, граф на Флоридабланка, е назначен за ръководител на испанското правителство. Последният гледа на картините от Гоя с висока почит и му поверява няколко от най-големите и важни поръчки. Материалното му положение му позволява да си купи къща на река Мансанарес и модерен кабриолет. Сдобрява се с Франсиско Байеу.
Най-решаващата подкрепа обаче идва от херцога на Осуна, които той представя като семейство в известната картина на семейството на херцога на Осуна, особено Мария Хосефа Пиментел, херцогиня на Телес-ГАирон, образована жена, активна в мадридските интелектуални кръгове, вдъхновени от Просвещението. По това време семейството на Осуна поръчва на Гоя поредица от картини, наподобяващи картините, които той рисува за царските гоблени на живописни теми. Въпреки това има съществени различия. Размерите на персонажите са по-малки, подчертавайки театралната и рококо страна на ландшафта. Природата придобива възвишен характер, както го изисква естетиката на времето. В други картини Гоя продължава да обновява теми. Такъв е случаят с картина, където е представена физическата работа на бедните работници с плуг. Става придворен художник на две от най-могъщите фамилии в Испания, Осуна и Алба. Чрез актрисата Тирана се запознава с херцогиня Алба, която освен негова покровителка, става и негова любовница. През 1785 г. е назначен за помощник-директор по живопис в академията „Сан Фернандо“. На 25 юни 1786 г. е назначен за художник на краля на Испания. През 1788 г. Франсиско Гоя се кандидатира за директорския пост на кралската академия. Негови противници са Франсиско Байеу и Маеля. Байеу печели убедително, а Гоя не получава нито един глас.
През 1788 г. идва на власт нов крал, Карл IV и съпругата му Мария Луиза. През 1789 г. новият крал го назначава за кралски художник, което му дава и правото на годишна рента, а също така и правото да прави официални портрети на кралското семейство, заедно с титлата „превъзходителство“. Това позволява на Франсиско Гоя нов още по-луксозен живот, с кабриолети и излети. Въпреки това, заради Френската революция от 1789 г., на която Гоя и неговите приятели са симпатизанти и споделят някои идеи, той е временно отстранен от двореца. През 1791 г. придружава болната си съпруга във Валенсия. Пребивава в Сарагоса, където рисува портрети на местни първенци.

#### Религиозни картини
Картината „Сан Бернардино де Сиена проповядва пред Алфонсо V Арагонски“ е завършена през 1783 г., докато работи над семейния портрет на инфанта Дон Луис и в същата година докато работи с граф Флоридабланка, което го поставя на върха в този момент. Той доминира всички живописни жанрове: религиозен – с разпънатия Христос, както и „Сан Бернардино де Сиена проповядва пред Алфонсо V Арагонски“ и придворен – благодарение портрети на аристокрацията в Мадрид и кралското семейство. По поръчка на Карл III той изготвя 3 платна специално за кралския манастир Сан Хоакин и Санта Ана де Валядолидо.
Поръчано от херцог Осуна, негов покровител заедно с Дон Луис де Бурбон, на следващата година той рисува параклис на катедралата на Валенсия, където все още може да се види и днес, „Сан Франсиско помага на умиращ“ и „Сан Франсиско се сбогува със семейството си“. През 1819 г. рисува „Последното причастие на свети Йосиф от Каласанс“ и „Христос в маслиновата градина“. И двете картини са мрачни, основно в тъмни тонове.

### Франсиско Гоя след 1790 (1793 – 1799)

#### El capricho y la invención (Каприз и изобретение)
През октомври 1792 г. Франсиско Гоя отговоря на запитване на Академията по отношение на уроците, давани от него, където излага своите идеи за художествено творчество, доста отдалечени от идеалистичните предложения и неокласическите представи, доминирани от Менгс, утвърждавайки необходимостта от свободата на художника, който не бива да подлежи на стриктни правила. Според неговите идеи потисничеството и слугинското задължение всички да проучват и да следват един и същи път е пречка за младите хора, които практикуват такова трудно изкуство. Това е декларация на принципите в полза на оригиналността, даваща свобода на нови идеи и изобретения с характер на предромантизъм.
Той живее в момент на художествена реализация и личен триумф. Икономическото му положение му дава възможност да помогне на семейството си в Сарагоса и да смени двуколесната каляска с четириколесна, по-комфортна. Участва в празненства и пътува до Валенсия за лов на патици, но в края на 1792 г. в Севиля, където пътува без необходимите лицензи, се разболява тежко и сериозно. Странната му болест го довежда до временна частична парализа, придружена със звукови и визуални халюцинации. Причините за нея не са изяснени, макар да са предлагани всевъзможни хипотези – от мозъчен сифилис до отравяне с бои. Последното предположение се основава на факта, че през XVIII век художниците използват бяла маслена боя, съдържаща олово и поради това силно токсична. Състоянието му започва да се подобрява през март 1793 г. и Гоя успява да се възстанови, макар и с тежко увреден слух и спохождан от периодични депресии до края на живота си.
Въздействието на болестта върху стила на Гоя е важно и значително, той не за първи път се връща към темата за смъртта и лудостта. В случая с „Атаката над дилижанса“ (1787 г.) пейзажът е тих, светъл, в рококо стил, със сини и зелени пастелни цветове, героите са малки и подредени в долния ляв ъгъл от центъра, докато в „Нападението на крадците“ (1794 г.) пейзажът е безплоден, с цвят на земя, труповете са на преден план и оцелелите умолително чакат пощада.
- Атаката над дилижанса, 1787 г.
- Нападението на крадците, 1794 г.

В тази поредица от картини една от темите е бикоборството, съвременни илюстрации на тази тематика, на което се дава повече тежест от предишните му работи в коридата. Гоя подчертава моментите на опасност и смелост и оценява общественото представяне като анонимна маса, характерна за развлекателните представления на съвременното общество. Присъствието на темата за смъртта е осезателно особено в творбите от 1793 г.
На 4 ноември 1795 г. умира Франсиско Байеу, както и Рамон, който почива малко преди това и който би могъл да претендира за длъжността. На негово място за директор по живопис на кралската академия е избран Франсиско Гоя. Поради недоброто си здравословно състояние художникът не бърза да встъпи в длъжност, а през 1797 г. се отказва напълно от нея.

#### Портрети на испанската аристокрация
През 1794 г. Гоя подновява работата си по портрети на благородниците в Мадрид и други известни личности на обществото по неговото време, този път като първи придворен художник. Техниката му еволюира, психологическите черти на лицето са по-точни и той използва техниката на илюзионистите от боя на петна, което му позволява да възпроизведе бродирани със злато и сребро дрехи и тъкани от различни видове.
Още в портрета на Себастиан Мартинес (1793 г.) личи деликатността, с която предава блестящите тонове на копринените дрехи, внимателната работа върху лицето, зафиксирайки благородството на характера на неговия защитник и приятел. Многобройни отлични портрети от този период са: Маркиза де ла Солана (1795 г.), двете картини на херцогиня Алба, в бяло (1795 г.) и в черно (1797 г.) и на нейния съпруг Хосе Алварес де Толедо, херцог Алба (1795 г.), изображенията на бикоборци като Педро Ромеро (1795 – 1798 г.), актриси като Мария дел Росарио Фернандес (картината „Ла Тирана“ (1799 г.)), както и политици и литератори. В тези творби се чувства влиянието на английските портрети, които вземат под внимание акцента върху психологическата дълбочина и естествеността. Постепенно намалява значението за показване на медали, предмети или символи, демонстриращи ранг, власт или мощ в полза на представяне на човешките качества.
От портретите с цял ръст се отличават тези, направени на херцогиня Алба. Те са с много високо качество. Първият е направен преди тя да овдовее и Гоя я рисува с бяла рокля изцяло по френската мода, която контрастира с ярко червен пояс, който опасва кръста и червено цвете в косата. Жестът показва екстровертна, влиятелна личност, за разлика от съпруга ѝ, който се счита че е склонен към уединение. Не напразно тя се радва на операта и е светски човек, докато херцог Алба е благочестив и харесва камерната музика. Във втория портрет херцогиня Алба скърби и е изцяло в черно, а пейзажът е спокоен и застинал.

#### Капричос
От 1794 г. Франсиско Гоя започва работа по гравюрите от „Капричос“, първият му голям графичен цикъл. В превод капрѝчос означава прищевки, капризи. Това е серия от 80 графични творби, създадени между 1797 и 1799 г. Творбите като тип са офорти, акватинти и суха игла и представляват сатира на испанското общество от края на XVIII век, особено на аристокрацията и духовенството. Най-известната работа от серията е „Сънят на разума ражда чудовища“.
Гоя публикува гравюри от 1771 г. – по-специално „Полет в Египет“, които той подписва като създател и гравьор, а през 1778 г. публикува серия гравюри, както и няколко други специални произведения през 1778 – 1780 г. Все пак, „Капричос“, чиято продажба е обявена в мадридския „Diario di Madrid“ на 6 февруари 1799 г., е това с което Гоя открива романтичната и съвременна гравюра със сатиричен характер. Това е първата продукция от поредица от испански карикатурни щампи, в стила на тези в Англия и Франция, но с високо качество при използването на техники на офорт и акватинт и оригинална и иновативна тема: Капричос не се интерпретира по един начин, за разлика от конвенционалната сатира. Офорт е обичайната техника на художниците гравьори от XVIII век, но комбинацията с акватинта му позволява да създава области от нюансирани сенки чрез използването на смоли с различни текстури; с тях се получава градиент в сивата област, който дава възможност да се създаде драматична и смущаваща осветеност, наследена от творчеството на Рембранд. С тези „капризни теми“ – както ги нарича Леандро Фернандес де Моратин, който най-вероятно е писал предговора към издание 14 – пълни с изобретение, се изразява желание да се разпространи идеологията на интелектуалното малцинство на Просвещението, т.е. включваяки повече или по-малко изричен антиклерикализъм.

#### Фреските на „Сан Антонио де ла Флорида“
Около 1797 г. Гоя работи по декорация на стени с картини от живота на Христос за „Oratorio de la Santa Cueva“ (подземна църква) в Кадис. В тях той се отклонява от обичайната иконография, за да представи пасажи като умножаването на хляба и рибите и „Тайната вечеря“ от по-човешка гледна точка. Други рисунки, този път от Катедралата в Толедо, за която рисува с масло „Арестуването на Христос“ през 1798 г., са почит към Ел Експолио („El Expolio“) на Ел Греко в композицията и на фокусираното осветление на Рембранд.
Същата година, 1798 г., при много интензивна дейност, Гоя рисува фреските в купола на църквата „Сан Антонио де ла Флорида“, които му отнемат 4 месеца и са посветени на едно от чудесата на свети Антоний. Те са по поръчка на Карлос IV и са короната на неговата стенопис, в която той може да развива свободно техниката и идеите си. Загубена е кралската заповед за поръчката, но е запазен споменът за разходите за материалите, използвани в картините, както и сумата за наема на карета за ежедневното каране на Гоя. От него може да се заключи, че той работи върху стенописите с помощта на Асенсио Хулия от юни до октомври 1798 г. Има много нововъведения, които той предлага: от тематична гледна точка, той поставя представянето на Славата и Троицата в полукупола на апсидата на тази малка църква и запазва големия купол за Чудото на свети Антоний Падуански, чиито герои идват от най-смирените слоеве от обществото. Следователно е нововъведение да се намерят божествените фигури в по-ниско пространство от това, запазено за чудото, още повече, че между тях се откроява, стоящ на малка могила, главният герой монах, францискански светец, облечен в скромни дрехи и заобиколен от просяци, слепи и обикновени работници. Сближаването на небесния свят със земния на обикновените хора вероятно е следствие от революционните идеи на Просвещението. Включени са също голям брой деца-ангели, с крила на пеперуди и млади ангели. Възкресението на мъртвец в полза на бащата на светеца, несправедливо обвинен в убийство е чудото, което се случва и на което са свидетели около 50 представители на нисшите слоеве на обществото. Няма статични фигури, всички фигури са динамично свързани.
Но именно в неговата техника се наблюдава великолепното му майсторство, на твърдо и бързо изпълнение, с енергични четки, които подчертават светлините и яркостта, и в начина, по който той решава обемите с яростни схематични щрихи, които от разстоянието, от което зрителят ги съзерцава, придобиват последователност.
През 1800 г. той получава поръчка за три олтарни картини за църквата „Сан Фернандо“ в Монте Тореро (Сарагоса), разрушени през 1808 г.: „Света Елизавета Португалска, която се грижи за болен човек“, „Видението на свети Изидор пред Свети Фердинанд III“ и „Свети Ерменегилдо в затвора“. Те се открояват със своята „сила на светлосянката, неподражаема красота на цвета и определена магия на светлините и тоновете, които изглежда, че никоя друга четка не може да постигне“. Скиците остават, две в музея на Лазаро Галдиано, а третата в Националния Музей на изящните изкуства в Буенос Айрес.

#### Сънят на разума
Преди края на XVIII век Гоя рисува още три серии картини с малък формат, които подчертават темата за мистерията, магьосничеството, нощта и дори жестокостта и са свързани с първите картини на Капричос, рисувани след болестта му през 1793 г. Има две картини, поръчани от херцозите на Осуна за имота им в Аламеда, които са вдъхновени от театъра по онова време. Едната е вдъхновена от пасаж от версията на „Дон Хуан“ на Антонио де Самора: „Няма срокове, които не могат да се спазят, или дълг, който не може да се изплати“ – и другата, „Омагьосана със сила“, която пресъздава момент от едноименната драма на Антонио де Самора. Двете картини са рисувани между 1797 и 1798 г. и представляват театрални сцени, характеризиращи се с присъствието на страха от смъртта, който се олицетворява от ужасяващо и свръхестествено същество.
Други картини, чиято тема е магьосничеството, завършват петата част на Капричос – „Кухнята на магьосниците“, „Полетът на вещиците“, „Заклинанието“ и особено „Съборът на вещици“, където възрастни и деформирани жени около голяма коза, образът на дявола, му предлагат живи деца за храна. Меланхолично небе – тоест нощно и лунно – осветява сцената. Този тон се поддържа в рамките на цялата поредица, която вероятно е замислена като сатира на популярните суеверия. Тези произведения обаче не избягват да проявят типичното предромантично привличане във връзка с отбелязаните от Едмънд Бърк философски изследвания за произхода на идеите за възвишеното и красивото.
Трудно е да се определи дали тези платна по темата за магьосничеството имат сатиричен замисъл, като присмехът над фалшиви суеверия, в съответствие с тези, декларирани в Капричос и идеологията на Просвещението, или напротив, отговарят на целта на предават тревожни емоции, продукти от проклятия, магии и мрачна и ужасяваща атмосфера, които биха били специфични за по-късните етапи. Тук няма мото, което да ръководи и картините поддържат двусмисленост на интерпретацията. Подходът му към света не ни дава достатъчни основания нито да се примирим с критиката, нито с ентусиазма на любител, какъвто е бил той според собствените му епистоларни разкази.
Друга серия от картини, която се отнася до негово съвременно събитие и която той нарича „Замъкът на престъплението“ (Crimen del Castillo) предлага по-големи контрасти на светлината и сянката. Франсиско дел Кастийо (чието фамилно име може да се преведе като замък) е убит от съпругата му Мария Висента и нейния любовник и братовчед Сантяго Санхуан. По-късно те са арестувани и съдени в процес, който става известен с красноречието на обвинението, преди да бъдат екзекутирани на 23 април 1798 г. в Мадрид. Художникът пресъздава убийството в две картини, озаглавени „Посещението на монаха“, наричана още „Престъплението на замъка I“ и „Интериорът на затвора“, наричан още „Престъплението на замъка II“, нарисувана през 1800 г. В последната се появява темата на затвора, което, подобно на лудницата, е постоянен мотив в изкуството на Гоя и му позволява да изрази най-зловещите и ирационални аспекти на човека.

### Навечерието на XIX век (1793 – 1805)

#### Семейството на Карлос IV
През 1800 г. на Гоя е възложено да нарисува голяма групова картина на кралското семейство, която се материализира в едно от най-известните му произведения, груповият портрет „Семейството на Карлос IV“. Той подрежда кралското семесйтво в една стая на двореца, като самият художник е изобразен отляво пред голямо платно в доста мрачно пространство и е трудно забележим. Дълбочината на пространството на картината обаче е пресечена от близка стена, на която се виждат две големи картини, едната доста тъмна и на които не може да се определи мотива и тематиката. При Гоя играта на перспективите просто изчезва и кралското семейство само позира. Не знаем каква картина рисува художникът и макар да се смята, че семейството е поставено пред огледало, което Гоя замисля, истината е, че няма доказателства за подобна хипотеза. По-скоро обратното, светлината осветява групата директно, така че пред тях трябва да има или прозорец или отворено пространство и във всеки случай светлината от огледало би замъглила изображението. Импресионистичните мазки на Гоя прилагат отблясъци върху дрехите, които създават перфектна илюзия за качеството на тъканите от които са направени, както и за украшенията и бижутата на кралските особи. В тази творба той сякаш фокусира мощна светлина, съсредоточена върху хората на нея в централната част, преминавайки през останалата част от семейството до мрака, в който самият художник се представя в левия ъгъл. Атмосферата е спокойна и задушевна. Изобразени са общо 14 души.
През есента на 1799 г. той изпълнява и друга серия портрети на кралете: Карлос IV на лов, Мария Луиза с мантия, Карлос IV на кон, Мария Луиза на кон, Карлос IV в униформата на полковник от гвардията, Мария Луиза и портрет на Мануел Годой, 1801 г. Мануел Годой е най-могъщият човек в Испания след краля през тези години. През 1794 г., когато е херцог на Алкудия, Гоя рисува малка конна скица на Годой. През 1801 г. той е представен в разцвета на силата си, след като печели във Войната на портокалите – португалското знаме свидетелства за победата му – и го рисува в кампания като генералисимус на армията и „принц на мира“, помпозни титли, дадени в резултат на действията му във войната срещу Франция. „Портрет на Мануел Годой“ показва впечатляваща психологическа характеристика. Представен като арогантен военен, който почива след битката в спокойна поза, заобиколен от коне и с фалична палка между краката. Изглежда, че не чувства особено съчувствие към този персонаж и към това тълкуване се прибавя фактът, че в този момент Гоя е привърженик на принца на Астурия, който по-късно ще царува като Фернандо VII и ще се противопостави на любимеца на краля.

#### Голата и облечената маха
„Голата маха“ е поръчкова картина, рисувана между 1790 и 1800 г., която образува с течение на времето двойка с „Облечената маха“, рисувана между 1802 и 1805 г., вероятно поръчана от Мануел Годой за неговия частен кабинет. Първоначално художникът няма намерение да прави двойка портрети.
На двете платна красива жена е представена да лежи на диван, гледайки наблюдателя. Това не е митологична гола фигура, а истинска жена, съвременничка на Гоя, наричана тогава „циганката“. Тялото вероятно е вдъхновено от херцогиня Алба. Художникът вече е рисувал различни голи женски тела в албумите си Санлукар и Мадрид и вероятно се възползва от интимността на позите с Кайетана, за да изучи анатомията. Характеристиките на това платно съвпадат с тези на модела на албума: стройната талия и раздалечените гърди. Лицето обаче изглежда идеализация, почти изобретение: лицето не е това на никоя известна жена от онова време, въпреки че се предполага, че е тази на любовницата на Годой, Пепита Тудо.
- Голата маха 1800 г.
- Облечената маха 1805 г.

Мнозина предполагат, че изобразената жена може да е херцогиня Алба, тъй като, когато Кайетана умира през 1802 г., всички нейни картини стават собственост на Годой, който притежава двете махи. Генералът има и други голи жени, като „Венера пред огледалото си“ на Веласкес. Няма обаче окончателно доказателство – нито че лицето откартините принадлежи на херцогинята, нито че „Голата маха“ би могла да попадне в ръцете на Годой по друг начин, освен от Гоя.
Голяма част от знаменитостта и известността на тези произведения се дължи на полемиката, която винаги са предизвиквали, както по отношение на автора, така и по отношение на самоличността на рисуваното лице. През 1845 г. Луи Виардо публикува, че представеното лице е херцогинята и именно въз основа на тази информация дискусията никога не престава. През 1959 г. Хоакин Езкера дел Байо потвърждава въз основа на сходството на стойката и размерите, че те са подредени по такъв начин, че чрез гениален механизъм, облечената маха покрива голата маха с еротична играчка от най-тайния шкаф на Годой. Знаем, че херцогът на Осуна през XIX век използва този процес в картина, която с помощта на пружина позволява на човек да види голата маха. Картината остава скрита до 1910 година. Многото загадки, свързани с тези произведения, са ги превърнали в обект на постоянно внимание.

### Ужасите на войната (1808 – 1814 г.)
Периодът между 1808 и 1814 г. се характеризира с бурни събития в историята на Испания, тъй като след бунта на Аранхуес Карлос IV е принуден от Наполеон I да абдикира и Годой да се откаже от властта. След въстанието на 2 май започва така наречената Война за независимост срещу нахлуващите войски на френския император Наполеон Бонапарт. На испанския трон се възкачва синът на Карлос IV, Фернандо VII. Франсиско Гоя, като кралски художник, рисува конен портрет на новия владетел. Два месеца по-късно Жозеф Бонапарт заменя Фернандо VII и Гоя се заема и с неговия портрет. През октомври 1808 г. Гоя е извикан в Сарагоса, след първата обсада, от генерала от въоръжения контингент, Хосе де Палафокс, който устоява на френската обсада. По време на пътешествието вижда различни картини, които по-късно вдъхновяват „Ужасите на войната“. Поражението в битката при Тудела в края на ноември 1808 г. довежда Гоя до походи към Фуендетодос, а по-късно до Реналес (Гуадалахара), за да прекара края на същата година и първите месеци на 1809 г. в Пиедраита (Авила). Именно там – или в околностите – вероятно рисува портрета на Хуан Мартин Диес, който е в Алкантара (Касерес). През май същата година Гоя се завръща в Мадрид, след постановлението на Жозеф Бонапарт, който призовава съдебните служители да се върнат на постовете си.
Отношението на художника към Франция на Наполеон I е сложно и противоречиво. Идеите на Френската революция не са му чужди, но той е свидетел и на унищожаването суверенитета на Испания и зверствата на френските войски над сънародниците му. Кървавата война, бунтовете в Мадрид и последвалите разстрели намират отзвук в картините „Атаката на мамелюците“ („2 май 1808 г.“) и „Разстрел“ („2 май 1808 г.“), както и в графичната серия „Ужасите на войната“. Гоя, придворен художник, никога не губи позицията си, но не спира да се тревожи заради връзките си с просветените французи. Политическата му принадлежност обаче не може да бъде изяснена с наличните данни. Очевидно той не дава гласност на идеите си, поне публично, и въпреки че много от приятелите му взимат страната на Жозеф Бонапарт, поставен на испанския трон от брат му Наполеон, не по-малко вярно е, че след завръщането на Фернандо VII той продължава да рисува множество кралски портрети. Въпреки това на 11 март 1811 г. той получава от Жозеф Бонапарт Кралския орден на Испания.
Неговият най-решителен принос в областта на идеите е осъждането, което прави в „Ужасите на войната“ на бедствените социални последици от всяка въоръжена конфронтация и на трагедиите, претърпени във всяка война по всяко време от гражданите, независимо от резултата и страната, в която се появяват. Тази поредица вероятно е вдъхновена от 18 офорта „Неволите и нещастията на войната“ (Les Misères et les Malheurs de la guerre) (1633 г.) от французина Жак Кало.
Това е и времето на появата на първата испанска конституция и следователно на първото либерално правителство, което в крайна сметка довежда до края на инквизицията и структурите на Стария режим.
Малко се знае за личния живот на Гоя през тези години: на 20 юни 1812 г. умира съпругата му. По този повод е направен опис на имуществото му, за да извърши разпределението със сина си Хавиер: освен мебели, стоки за бита и някои бижута, в допълнение рисунки и гравюри от самия художник, има доказателства, че е притежавал две произведения на Тиеполо и няколко гравюри на Филипс Вауерман, Рембранд, Перел и Джовани Пиранези. Хавиер също така получава ит него къща в Мадрид. Общата оценка на имуществото му е 357 728 реала.
През 1814 г. Фернандо VII се връща на власт. Франсиско Гоя отново е утвърден за кралски художник, но на него се гледа с известно подозрение заради службата му при Жозеф Бонапарт. Въпреки че този период не е толкова плодотворен както този от последното десетилетие на XVIII век, творчеството му все още е изобилно както с картини, така и с рисунки и гравюри, чиято централна поредица през тези години е „Ужасите на войната“, въпреки че е публикувана доста по-късно. Най-амбициозните му трудове за събитията, предизвикали войната, също датират от 1814 г.: „2 май“ и „3 май“ 1808 г.
- 2 май 1808 г. 1814 г.
- 3 май 1808 г. 1814 г.

След войната Гоя се занимава през 1814 г. с изпълнението на две големи картини от историята, които предлагат неговата интерпретация на събитията, случили се на 2 и 3 май 1808 г. в Мадрид. Намерението му се доказва от писмото, адресирано до правителството.
Широкоформатните произведения „2 май 1808 г. в Мадрид“ (или „Борбата с мамлюците“) и „3 май 1808 г. в Мадрид“ (или „Разстрелите“) установяват обаче значителни различия по отношение на това, което е обичайно за този жанр. Той се отказва от идеята, че главният герой трябва да е герой: може да избере например за въстанието в Мадрид, да представи военните Даоис и Веларде като водачи, паралелно с неокласическите картини на френския Давид, който възхвалява Наполеон и чийто прототип е „Наполеон пресича Алпите“ (1801 г.). В Гоя главният герой е анонимната група от хора, достигнали крайността на най-бруталното насилие. В този смисъл той се отличава и от съвременните автори, които илюстрират въстанието на 2 май.
По този начин, в „2 май 1808 г. в Мадрид“, дизайнът на сградите в Пуерта дел Сол, мястото на конфронтацията, са напълно разпознаваеми но включва местоположението до неясни градски архитектурни сгради. С това придобива универсалност и фокусира вниманието върху насилието: кървава и безформена тълпа, без да прави разлика между страните и да отдава значение на крайния резултат.
От друга страна, мащабът на фигурите е увеличен със същата цел да се фокусира върху темата за неразумността на насилието и да се намали дистанцията до зрителя, който участва в събитието почти като минувач, изненадан от огнището на въстанието.
Композицията е пример за така наречената органична композиция, характерна за романтизма, в която силовите линии са дадени от движението на фигурите и нуждите на мотива, а не от геометрична фигура, наложена априори. В този случай движението е от ляво надясно, има хора и коне, отрязани от границите на картината, сякаш е фотографска снимка.
И цветовете, и динамичността, и композицията са предшественици на произведенията, характерни за френската романтична живопис, един от най-добрите примери за естетика, паралелна на Гоя, е „Смъртта на Сарданапал“ на Йожен Дьолакроа.
В „3 май 1808 г. в Мадрид“ се изтъква контрастът между групата задържани, готови да бъдат екзекутирани, персонализирани и осветени, с изявен главен герой, който вдига ръцете си и се облича в сияйно бяло и жълто, а иконографски се отнася за Христос – в ръцете му се виждат стигмати; и от друга страна анонимният стрелкови отряд, превърнат в дехуманизирана изпълняваща военна машина, където индивиди не съществуват.
Нощта, откровената драма, реалността са разположени в грандиозен мащаб. Освен това, на преден план е мъртвец, който повтаря позата на ръцете на главния герой, рисува композиционна линия, която позволява на зрителя отново да се чувства включен в сцената. Нощта придава мрачен тон на събитието, в което няма герои, само жертви. Изборът на нощ е ясно символичен фактор, тъй като е свързана със смъртта.
Това са едни от най-ценните и влиятелни картини в цялото творчество на Гоя и отразяват, както никоя друга, съвременната гледна точка към разбирането на това, което предполага всяка въоръжена конфронтация.
Две картини с традиционни корени, които се съхраняват в Будапещенския музей на изящните изкуства, представляват трудещи се. Те са „Водоносачката“ и „Точиларят на ножове“ и могат да бъдат датирани между 1808 и 1812 г. Въпреки че първоначално са се считали за видове, появяващи се в щампи или гоблени, и датирани около 1790 г., по-късно е направена връзката с дейността на армията по време на войната и анонимни патриоти, които точат ножове и предлагат подкрепа. Без да се довежда до крайност това последно тълкуване – в тези произведения няма военни препратки и те са каталогизирани извън поредицата, описана като „Ужасите на войната“ в инвентара, извършен след смъртта на съпругата му Йозефа Байеу – те се открояват с облагородяването на представената работническа класа. Според художествената критичка Жулиет Уилсън Баро тези творби са предназначени за поставяне на вратите на собствения дом на художника в Мадрид. Според историка Мануела Мена картината „Точиларят на ножове“ е закупена след испанската война за независимост директно от автора, от принц Алоис Венцел Кауниц, който е посланик в Испания, малко след придобиването той я продава на колекционера Николас Естерхази, от който преминава като собственост на Будапещенския музей на изящните изкуства.
„Водоносачката“ е картина от същия период. На нея е изобразена млада жена със стомна, която носи вода. Цветовете са светли и ярки и тя изглежда огреяна от светлина. Фонът с дърветата е доста по-тъмен. Свързана с тези произведения е „Ковачът на желязо“ (Ню Йорк, 1812 – 1816 г.), до голяма степен рисувана с шпатула. Осветлението показва контрастираща светлосянка, а движението е свързано с голяма динамичност. Тримата мъже представляват и трите възрасти – млади, средна възраст и стари – работещи в унисон в защита на нацията по време на Войната за независимост.

### Реставрацията (1815 – 1819 г.)
Със завръщането на престола на Фернандо VII започва периодът на реставрацията и проектите за конституционнаа монархия. Въпреки че Франсиско Гоя запазва позицията на първи кралски художник, той е алармиран от преследването от страна на абсолютистката реставрация на либерали и хосефинос (афрансесадите), сред които са основните приятели на художника. Хуан Мелендес Валдес и Леандро Фернандес де Моратин са принудени да се заточат във Франция пред репресиите. Самият Гоя се озовава в трудна ситуация, защото е служил на Жозеф I, за кръга от просветени хора, сред които се движи, и за процеса, който Инквизицията започна срещу него през март 1815 г. заради „Голата маха“, която се счита за нецензурна и неприлична, но при който художникът е окончателно оправдан. В последвалата чистка на длъжностни лица Гоя е оневинен, защото е смятан за „стар, глух, който живее затворен в къщата си“ Докладът показва, че Гоя не е събирал хонорарите си по време на управлението на Жозеф Бонапарт и е трябвало да продаде бижута, за да оцелее. Също така е посочено, че се опитва да намери убежище в Португалия, но е изоставен от семейството си, когато вече е в Пиедраита, на половината път между столицата и границата.
Тази политическа панорама кара Гоя да намали официалните поръчки на патриотични картини за въстанието от 2 май и да направи портрети на Фернандо VII (Гоя все още е първият кралски художник) – като конния портрет на Фернандо VII, открит в Академия де Сан Фернандо и няколко други в цял ръст, като тази, която рисува за Общинския съвет на Сантандер. В тази картина кралят стои под фигурата, която символизира Испания и тя е поставена над краля. На заден план лъв разбива веригите, изглежда Гоя предполага, че суверенитетът принадлежи на нацията. Други произведения са портрет на бюст на краля (изгубена), няколко с кралските знаци и символии в с униформата на генералисимо (Прадо).
Много е вероятно при завръщането на абсолютистичния режим Гоя да е изразходвал по-голямата част от активите си, след като претърпява глада и трудностите на войната. Въпреки това, след осъществяването на тези кралски портрети и други произведения, платени от Църквата, извършени през тези години – особено голямото платно на светиите Юста и Руфина (1817 г.) за катедралата на Севиля, през 1819 г. той е в състояние да купи имението Кинта дел Сордо в покрайнините на Мадрид и дори да го реформира чрез добавяне на нория (вид водно колело), лозя и палисада. Работата за катедралата в Севиля е първата, анализирана от критика Сеан Бермудес за арагонския художник, който посочва модерността на творбата като нещо присъщо на оригиналността.
Другата голяма официална картина – повече от четири метра ширина – е тази на „Общото събрание на Филипинската компания“ (Музей Гоя, Кастре, Франция), поръчана около 1815 г. от Хосе Луис Мунарис, директор на тази институция и когото Гоя изобразява в същите тези дати. Според Хосе Гудиол, перспективният и лек подход на това произведение напомня на Рембранд, докато изразът на лицата предшества този от работите на Тулуз-Лотрек. През 1816 г. той извършва последната си официална поръчка чрез Висенте Лопес Портаня, новият камерен художник на краля: картина за стаите на Мария-Изабел де Браганса, втората съпруга на Фернандо VII, на религиозна тема, озаглавена „Санта Изабел помага на болна жена“.
Личната активност на художника и гравьора обаче не е намалена. По това време той продължава да прави картини в малък формат по прищявка, което да отразява обичайните му мании. Картините поемат още един завой и се отклоненяват от предишните изобразителни условности: „Корида с бикове“, „Процесия на дисциплината“, „Автоматичната инквизиция“, „Къщата на лудите“. Сред тях се откроява „Погребението на сардината“, чиято тема е шеговит карнавал в Испания. Те са с маслени бои с близки размери (от 45 до 46 сантиметра на 62 до 73 сантиметра), с изключение на „Погребението на сардината“ (82,5 х 62 сантиметра) и се съхраняват в музея на Кралската академия за изящни изкуства в Сан Фернандо.
Във всеки случай неговата дейност продължава да бъде неистова, тъй като през тези години завършва „Ужасите на войната“ и започва друга серия, „Тауромакѝя“ – за продажба от октомври 1816 г. – с което гравьорът се опитва да получи повече средства и топък прием сред публиката. Тази последна серия, съставена от тридесет и три гравюри, е замислена като история за бикоборството, която пресъздава основните етапи. В младостта си Гоя участва в битки с бикове, така че знае как обективно да улови и отрази вътрешността на „националния празник“.
От 1815 г. – макар да не са публикувани до 1864 г. – той работи върху гравюрите на „Диспаратес“ (или Провербиос), поредица от двадесет и две гравюри, вероятно непълни, които представляват най-трудното тълкуване. Техните образи подчертават мечтаните видения, наличието на насилие и секс, подигравка над институциите, свързани със Стария режим и като цяло критиките към установената власт. Но отвъд тези конотации, гравюрите предлагат богат образен свят, свързан с нощта, карнавала и гротеската.
И накрая, две религиозни картини завършват този период: „Последното причастие на Сан Хосе де Каласанс“ – изследване на Гоя за крехкостта на старостта – и „Христос в Елеонската градина“ (или Молитвата в градината), и двете от 1819 г., които се намират в музея Каласансио на Благочестивите училища на Сан Антон в Мадрид. Първата, вероятно вдъхновена от причастието на Джузепе Мария Креспи, се счита за най-доброто религиозно произведение на Гоя. За втората, Гоя сочи, че това ще е последната му картина, направена в Мадрид.

### Черните картини и къщата на глухия (1819 – 1822)
През 1819 г. Гоя се оттегля от официални изяви. Той се заселва в къща в околностите на Мадрид, която става известна под името „Къщата на глухия“ (Quinta del Sordo). Стените на този дом художникът украсява с мрачни картини, породени от собствените му кошмари. Гоя ги рисува с маслени бои, направо върху мазилката. Изображенията, наречени „Черните картини“ (Pinturas Negras), са запазени благодарение на банкера Емил д′Ерланже, който през 1873 г. купува „Къщата на глухия“ и ги сваля от стените. Днес те се съхраняват в музея Прадо.
Именно под името „Черните картини“ става известна поредицата от четиринадесет стенописни произведения, които Гоя рисува между 1819 и 1823 г. с техниката на масло на сухо върху повърхността на стените на Кинта дел Сордо. Тези картини са може би най-големият шедьовър на Гоя, както за тяхната модерност, така и за силата на изражението им. Някои картини дори се доближават до абстракцията; няколко творби са предшественици на експресионизма и на други авангардни движения на XX век.
Стенописите са пренесени върху платно започвайки през 1874 г. и понастоящем са изложени в музея Прадо. Поредицата, на която Гоя не дава заглавие, е каталогизирана за първи път през 1828 г. от Антонио де Бругада, който след това им дава заглавие за първи път по повод инвентара, направен при смъртта на художника, предложени са множество заглавия.
Наред с „Черните картини“, Гоя работи и по последния си голям графичен цикъл, който озаглавява „Диспаратес“.
През 1823 г. в Испания избухват размирици, породени от опитите на Франция да свали Фернандо VII от власт. Гоя, който минава в очите на абсолютната монархия и Инквизицията за профренски настроен, счита за разумно да напусне родината си, под предлог, че отива на минерални бани в Пломбиер (1824 г.).

### Гоя в Бордо (1824 – 1828 г.)
През май 1823 г. войската на херцога на Ангулем „Стоте хиляди синове на Сейнт Луис“, както испанците тогава ги наричат, завзема Мадрид с цел да възстанови абсолютната монархия на Фердинанд VII. Веднага се извършва репресия срещу либералите, които подкрепят конституцията от 1812 г. Гоя – подобно на компаньонката му Леокадия Вайс – се страхува от последствията от това преследване и напуска, за да намери убежище при приятеля си Хосе Дуосо и Латре. На следващата година моли краля за разрешение да отиде до крайбрежието на Пломбиер на минерални бани за възстановяване, което му е разрешено.
Гоя пристига през лятото на 1824 г. в Бордо и продължава към Париж. Връща се през септември в Бордо, където остава до смъртта си. Престоят му във Франция е прекъснат едва през 1826 г. когато пътува до Мадрид, за да финализира административните документи за пенсионирането си, които получава с рента от 50 000 реала. Посрещнат е благосклонно от Фернандо VII, който не се противопоставя на сумата и който, поне на думи, все още счита Гоя за свой придворен художник. Рисунките от тези години, събрани в Албум G и Албум Н, напомнят на „Диспаратес“ и на „Черните картини“, имат етнографски характер и събират впечатления от ежедневието на град Бордо, които художникът възстановява, какъвто е случаят с картината „Млекарката от Бордо“ (между 1825 и 1827). Няколко от тези произведения са нарисувани с литографски молив, в съответствие с техниката на гравиране, която той практикува и която използва в поредицата от четири гравюри, озаглавена „Биковете на Бордо“ (1824 – 1825). Рисува възрастни мъже, които се проявяват с игриво отношение или правят циркови упражнения, както и драматични, като този на двойника на Гоя: стар брадат мъж, който ходи с помощта на две пръчки, озаглавена „Още се уча“ (Aún aprendo).
Във Франция художникът посещава Париж, но предпочита да се засели в Бордо, където живеят множество испански емигранти. Живописните и графични произведения, които създава тук, са в по-светъл колорит и носят повече спокойствие в сравнение с последните му испански творби. Той продължава да рисува и с маслени бои. Леандро Фернандес де Моратин в своя епистоларий, основният източник на информация за живота на Гоя по време на престоя му във Франция, пише на Хуан Антонио Мелон, че Гоя „рисува усилено, никога не искайки да коригира това, което рисува“. Портретите на неговите приятели са най-забележителните, като например този, който той рисува на Моратин при пристигането си в Бордо (запазен в Музея на изящните изкуства в Билбао) или този на Хуан Баутиста Мугуиро през май 1827 г. (запазен в Музей Прадо).
Най-забележителната картина от този период остава „Млекарката от Бордо“, картина, която се разглежда като пряк предвестник на импресионизма. Хроматизмът се отдалечава от неясната палитра, характерна за неговите Черни картини; има нюанси на синьо и нотки на розово. Мотивът, млада жена, сякаш разкрива носталгията на Гоя по пълноценния младежки живот. Тази лебедова песен кара човек да се замисли за по-късен негов сънародник Антонио Мачадо, който също изгонен от поредната репресия, държи в джобовете си последните редове, в които пише „Тези сини дни и това слънце на детството“. По същия начин, в края на живота си, Гоя помни цвета на своите картини за гоблени и обвинява за носталгията изгубената си младост.
Не на последно място трябва да се обърне внимание на серията миниатюри върху слонова кост, която той рисува през този период, използвайки техниката на сграфито върху черно. Той измисля капризни и гротескни фигури върху тези малки парченца слонова кост. Способността му за иновации в текстурите и техниките във вече доста напреднала възраст все още не е изчерпана.

### Смърт
На 28 март 1828 г. снаха му и внукът му Мариано идват да го посетят в Бордо, но синът му Хавиер не успява да пристигне навреме. Неговото здравословно състояние е много деликатно, не само заради тумора, който е диагностициран отдавна, но и поради скорошно падане по стълбите, което го принуждава да остане прикован на легло. След по-нататъшно влошаване в началото на месец април, Франсиско Гоя умира в два часа сутринта на 16 април 1828 г., придружен по това време от роднините си и приятелите си.
На следващия ден е погребан в гробището на Бордо, Ла Шартрьоз, в мавзолея, собственост на семейство Мугуиро де Ирибарен. През 1869 г. са предприети различни стъпки от страна на Испания, за да го прехвърлят в Сарагоса или Мадрид, което по закон е възможно едва след петдесет години от смъртта. През 1888 г. (на шестдесетгодишнината от смъртта му) е извършена първа ексхумация – намират останките пръснати по земята, а главата на Гоя – изчезнала. През 1899 г. отново се извършва повторна ексхумация и най-накрая в Мадрид пристигат останките и на двамата, Гоя и Гойкоечеа. Временно депозирани в криптата на църквата Сан Исидро, те преминават през 1900 г. в колективна гробница на „знаменити мъже“ в Сан Исидро и накрая, през 1919 г., в църквата „Сан Антонио де ла Флорида“, в подножието на купола, който арагонецът рисува преди век, където се съхраняват останките му оттогава до ден днешен.

## Творчество и наследство

### Живопис
Възпитан в Сарагоса и Рим в неокласическите канони, универсален, храбър и почти самоук, Гоя изпреварва времето си с естетически и технически похвати, които са предвестници на по-модерните течения. В ранните си години художникът създава множество фрески в църкви и манастири, повечето от които не са особено оригинални. Най-високо ценени са стенописите в църквата „Сан Антонио де ла Флорида“ (1798 г.), спадащи към зрялото му творчество. Техниката, в която са изпълнени, е свободна и експресивна, а колоритът – светъл. Последните му стенописи са „Черните картини“ (1819 – 1823 г.), станали емблематични за изкуството му.
Франсиско Гоя е автор на многобройни портрети на испански аристократи, видни личности, свои близки. Не всички официални портрети са ценени днес еднакво високо, за разлика от портретите на хората, които е обичал.
След 1793 г. неговото лично страдание е в синхрон с кризата, обзела Испания. Драматични и фантастични картини, фанатизирани хора, полудели или омагьосани персонажи. Разочарованието му от окупаторския режим се процежда в офортите, които разобличават разрухата на войната, както и в картините, възвеличаващи подвига на жителите на Мадрид. „Втори май“ и „Разстрелът в Монклоа“ стават химн на патриотизма на нацията.
В живописта Гоя се смята за продължител на делото на Диего Веласкес.

### Графика и литографии
По-малко известно от картините му, гравираното му творчество е все пак важно, много по-лично и разкриващо неговата личност и неговата философия.
Първите му офорти са от 1770 г. От 1778 г. той публикува с тази техника поредица от гравюри върху произведения на Диего Веласкес. След това учи акватинта, която използва в своите „Капричос“ (Los caprichos) – 92 гравюри, създадени в периода 1794 – 1799 г. Тематика: отношенията между половете, сатира на суеверието, шарлатанството, магьосничеството и методите, с които духовенството упражнява контрол над испанското общество. Осемдесет от гравюрите са публикувани на 19-20 февруари 1799 г. Само след два дни те са изтеглени от продажба заради опасения от ответни мерки на Светата инквизиция. Гоя подарява плочите на Карлос IV.
Между 1810 и 1820 г. той осъществява друга серия от 85 гравюри в проблемния период след нахлуването в Испания от наполеоновите войски. Колекцията, наречена „Ужасите на войната“ (Los desastres de la guerra), включва гравюри, свидетелстващи за жестокостта на конфликта (сцени на екзекуция, глад ...). Пълното ѝ наименование е „Гибелните последствия от кръвопролитната война на Испания срещу Бонапарт и други изразителни капричос“. Гоя присъединява към поредната серия гравюри емфатичните Капричос, сатирични за властта по това време, но не може да редактира всички. Плаките му са открити едва след смъртта на сина на художника през 1854 г. и накрая публикувани. Първата им пълна публикация е направена от кралската академия през 1863 г. В нея не присъстват три гравюри, наречени „Затворниците“, тъй като е преценено, че не са пряко свързани с тематиката.
През 1815 г. той започва нова поредица за бикоборство, последената графична серия на Гоя. Работи по нея от 1815 до 1824 г., която публикува по-късно под заглавието: „Тауромакѝя“ (La Tauromaquía). Творбата се състои от тридесет и три гравюри, офорти, акватинти. Същата година той започва нова поредица „Диспаратес“ (Desparrete de la canalla con laznas, media luna, banderillas, в превод безсмислици, причудливости, глупости), известни в Мадрид като „Провербиос“ (Los Proverbios, в превод притчи, пословици), гравюри също по темата за бикоборството. Тази поредица също е преоткрита след смъртта на сина му.
През 1819 г. прави първите си опити в литографията и в края на живота си публикува своите „Биковете на Бордо“.

### Скици
Гоя издава няколко албума със скици и рисунки, обикновено класифицирани по букви – албуми A, B, C, D, E, към които е добавена италианската му тетрадка, скици от пътуването му до Рим през младостта му.
Много от тези скици са възпроизведени в гравюри или живопис, други очевидно не са предназначени да бъдат гравирани, като например вълнуващия портрет на херцогиня Алба, която държи в ръцете си Мария де ла Луз, нейната чернокожа осиновена дъщеря (албум A, музей Прадо).

### Гоя в киното и литературата
Творчеството на Гоя и неговия драматичен живот са вдъхновили множество произведения на литературата и киното.
- 1860 – Шарл Бодлер е автор на стихове, посветени на изкуството на Франсиско Гоя.
- 1951 – „Гоя или трудният път към прозрението“ (Goya oder der arge Weg der Erkenntnis), роман на Лион Фойхтвангер.
- 1958 – „Голата маха“ (The Naked Maja), филм на Хенри Костер.
- 1971 – „Гоя, историята на една самота“ (Goya, historia de una soledad), филм на Нино Кеведо.
- 1971 – „Гоя или трудният път към прозрението“ (Goya oder der arge Weg der Erkenntnis), филм на режисьора Конрад Волф по романа на Лион Фойхтвангер.
- 1980 – „Гоя“ – книга, издателство „Български художник“, София, Жан-Франсоа Шабрьон
- 1983 – „Ужасите на войната“ (Los desastres de la guerra), серия от 6 епизода, реализирани от Марио Камус Гарсия.
- 1985 – „Гоя“ (Goya), серия от 6 епизода, реализирани от Хосе Рамон Ларас.
- 1999 – „Гоя в Бордо“ (Goya en Burdeos), филм на режисьора Карлос Саура.
- 2006 – „Призраците на Гоя“ (Goya's Ghosts, Goya et ses fantômes), филм на режисьора Милош Форман с Натали Портман и Хавиер Бардем.